# Commissione interdicasteriale per la revisione del regolamento generale della Curia romana
La Commissione interdicasteriale per la revisione del regolamento generale della Curia romana è un organismo della Curia romana.

## Storia
La commissione viene istituita da papa Francesco il 12 aprile 2022, entrando in vigore dal 5 giugno successivo.

## Compiti
I compiti della commissione sono di adeguare il regolamento generale della Curia Romana alla costituzione apostolica Praedicate evangelium ed esprimere il proprio parere sugli statuti delle istituzioni curiali, degli uffici e delle istituzioni collegate con la Santa Sede, offrendo opportuni suggerimenti affinché tra essi ci sia coerenza.

## Cronotassi

### Presidenti
- Arcivescovo Filippo Iannone, O.Carm. (5 giugno 2022 - 21 aprile 2025 cessato[2])

### Segretari
- Vescovo Marco Mellino, dal 5 giugno 2022